# Nordeste da Inglaterra
O Nordeste da Inglaterra (North East England, em inglês) é uma das nove regiões oficiais da Inglaterra. Compreende a área combinada de Northumberland, Durham, Tyne and Wear e uma parte pequena de North Yorkshire.
O ponto mais elevado na região é The Cheviot, em Northumberland, em 815m e a cidade principal é Newcastle e a cidade maior é Sunderland.

## Governo local
A região oficial consiste nas seguintes subdivisões:
| Mapa                           | Condado ceremonial                             | Condado /unitário                                                                      | Distritos                                                                |
| ------------------------------ | ---------------------------------------------- | -------------------------------------------------------------------------------------- | ------------------------------------------------------------------------ |
|                                | 1. Northumberland †                            | 1. Northumberland †                                                                    | Blyth Valley Wansbeck Castle Morpeth Tynedale Alnwick Berwick-upon-Tweed |
| Tyne and Wear *                | Tyne and Wear *                                | 2. Newcastle upon Tyne 3. Gateshead 4. North Tyneside 5. South Tyneside 6. Sunderland  |                                                                          |
| Durham                         | 7. County Durham †                             | City of Durham Easington Sedgefield Teesdale Wear Valley Derwentside Chester-le-Street |                                                                          |
| Durham                         | 8. Darlington                                  |                                                                                        |                                                                          |
| Durham                         | 9. Stockton-on-Tees (North Yorkshire em parte) |                                                                                        |                                                                          |
| Durham                         | 10. Hartlepool                                 |                                                                                        |                                                                          |
| North Yorkshire (apenas parte) | 11. Redcar and Cleveland                       | 11. Redcar and Cleveland                                                               |                                                                          |
| North Yorkshire (apenas parte) | 12. Middlesbrough                              |                                                                                        |                                                                          |

Chave: condado 'shire' = † | condado metropolitano = *

## História
A região foi criada em 1994 e definida originalmente como Northumberland, Tyne and Wear, Durham e Cleveland. Enquanto a parte de uma reforma do governo local Cleveland foi abolido e diversos distritos unitários têm sido criados.
A região é considerada agora consistir em quatro 'sub-regiões' distintas:
- Durham
- Northumberland
- Tyne and Wear
- Tees Valley (área anterior de Cleveland mais Darlington)